# Cupid's Fireman
Cupid's Fireman is een Amerikaanse dramafilm uit 1923 onder regie van William A. Wellman. Destijds werd de film in Nederland uitgebracht onder de titel Buck de brandweerman.

## Verhaal
Andy McGee wordt lid van het brandweerkorps als eerbetoon aan zijn vader. Tijdens een brand in een schouwburg maakt Andy kennis met de danseres Agnes Evans. Hij wordt verliefd op Agnes, maar zij is al getrouwd met een dronken bruut.

## Rolverdeling
| Acteur          | Personage                    |
| --------------- | ---------------------------- |
| Buck Jones      | Andy McGee                   |
| Marian Nixon    | Agnes Evans                  |
| Brooks Benedict | Bill Evans                   |
| Eileen O'Malley | Elizabeth Stevens            |
| Lucy Beaumont   | Moeder                       |
| Al Fremont      | Hoofd van het brandweerkorps |
| Charles McHugh  | Mijnheer Turner              |
| Mary Warren     | Molly Turner                 |
| Louis King      | Veteraan                     |